# Laura Siegemund
Laura Natalie Siegemund (n. 4 martie 1988, în Filderstadt) este o jucătoare germană de tenis. A câștigat două titluri la simplu și șaisprezece la dublu (inclusiv US Open 2020) în Turul WTA, precum și 12 titluri la simplu și 20 la dublu pe Circuitul ITF. La 29 august 2016, ea a atins cel mai bun clasament al ei la simplu, locul 27 mondial, iar în ianuarie 2024, a ajuns pe locul 4 în clasamentul de dublu.